# Barry Long (Eishockeyspieler)
Barry Kenneth Long (* 3. Januar 1949 in Brantford, Ontario) ist ein ehemaliger kanadischer Eishockeyspieler, -trainer und -scout, der im Verlauf seiner aktiven Karriere zwischen 1966 und 1981 unter anderem 285 Spiele für die Los Angeles Kings, Detroit Red Wings und Winnipeg Jets in der National Hockey League (NHL) sowie 430 weitere Partien für die Edmonton Oilers und ebenfalls Winnipeg Jets in der World Hockey Association (WHA) auf der Position des Verteidigers bestritten hat. In Diensten der Winnipeg Jets, deren Mannschaftskapitän und später auch Cheftrainer Long war, gewann er als Spieler in den Jahren 1978 und 1979 die Avco World Trophy der WHA. Neben seiner Trainertätigkeit in Winnipeg war Long nach seinem Karriereende als Scout bei den Ottawa Senators und San Jose Sharks beschäftigt.

## Karriere
Long verbrachte seine Zeit bei den Junioren zwischen 1966 und 1968 bei den Moose Jaw Canucks in den Vorgängerligen der Western Hockey League (WHL). Mit den Canucks gewann der Verteidiger am Ende der Saison 1966/67 den President’s Cup, die Meisterschaftstrophäe der Liga. Nachdem Long in seiner zweiten Spielzeit seine Qualitäten in der Offensive und Defensive unter Beweis gestellt hatte, wurde er von den Chicago Black Hawks aus der National Hockey League (NHL) unter Vertrag genommen.

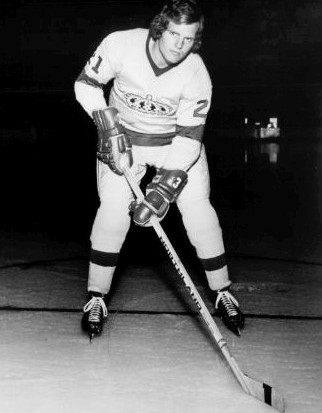
Long im Trikot der Los Angeles Kings

Es gelang dem Kanadier nach seinem Wechsel in den Profibereich jedoch nicht, sich einen Platz im NHL-Kader der Black Hawks zu erarbeiten. Stattdessen verbrachte er die folgenden vier Spielzeiten in deren Farmteams. Zunächst spielte er drei Jahre bei den Dallas Black Hawks in der Central Hockey League (CHL), anschließend ein weiteres Jahr bei den Portland Buckaroos in der Western Hockey League (WHL). Ohne in diesem Zeitraum auch nur ein einziges Spiel für Chicago bestritten zu haben, wechselte der Abwehrspieler im Juni 1972 mittels des Intra-League-Draft zu den Los Angeles Kings. Dort gelang es ihm mit Beginn der Saison 1972/73 in der NHL auf dem Eis zu stehen. Long verbrachte zwei Jahre bei den Kaliforniern, wo er eine untergeordnete Rolle mit primär defensiven Aufgaben übernahm.
Im Sommer 1974 entschied sich der Defensivspieler die NHL zu verlassen und in die zu dieser Zeit mit der NHL konkurrierende World Hockey Association (WHA) zu wechseln. Dort unterzeichnete er einen Vertrag bei den Edmonton Oilers, die sich bereits zwei Jahre zuvor seine WHA-Transferrechte im WHA General Player Draft gesichert hatten. Bei den Oilers spielte Long weitaus offensiver. In seinem ersten Jahr in der Liga erzielte er 20 Tore und sammelte insgesamt 60 Scorerpunkte, womit er den Sprung ins WHA Second All-Star Team schaffte. Nach einer weiteren Saison mit 42 Punkten wurde der Offensivverteidiger kurz nach dem Beginn der Spielzeit 1976/77 von den Oilers zu den ambitionierten Winnipeg Jets transferiert. Dort blieb er bis zum Ende der Saison 1978/79, in deren Folge die Liga aufgelöst wurde. Bis dahin hatte er in den Jahren 1978 und 1979 zweimal die Avco World Trophy mit den Jets gewonnen, 1978 zum zweiten Mal eine Nominierung für das WHA Second All-Star Team erhalten und zwischen 1978 und 1979 den verletzten Lars-Erik Sjöberg erfolgreich als Mannschaftskapitän des Franchises vertreten.
Durch die Auflösung der WHA und die Aufnahme der Winnipeg Jets in die NHL zur Saison 1979/80 kam es im Vorfeld des NHL Expansion Draft 1979 zu einem Interessenkonflikt zwischen den Jets und den Detroit Red Wings, die Longs NHL-Transferrechte bereits im Januar 1978 gemeinsam mit einem Drittrunden-Wahlrecht im NHL Amateur Draft 1978 im Tausch für Danny Grant von den Los Angeles Kings erhalten hatten. Die Red Wings beriefen sich auf ihr Vorrecht und forderten die Dienste des Kanadiers ein, womit dieser in der Spielzeit 1979/80 für Detroit auflief. Nach einem Jahr in Detroit wurde Long Ende Oktober 1980 an die Jets zurück verkauft. Dort beendete er kurz nach dem Beginn der Saison 1981/82 im Alter von 32 Jahren aufgrund anhaltender Verletzungsprobleme seine Karriere als Aktiver.
Bereits während seiner letzten Profisaison hatte Long begonnen aufgrund seiner langwierigen Verletzung in anderer Funktion für das Franchise der Winnipeg Jets tätig zu sein. Er arbeitete zunächst als Scout, ehe er zur Spielzeit 1982/83 als Assistenztrainer in den Trainerstab aufgenommen wurde. Im Verlauf der Saison 1983/84 beerbte er Tom Watt als Cheftrainer und führte die Mannschaft in die Playoffs. Die Qualifikation glückte mit 43 Siegen und 96 Punkten auch im darauffolgenden Spieljahr, in der Winnipeg erstmals bis in die zweite Runde der Playoffs vordrang. Während einer schwachen Saison 1985/86 mit lediglich 19 Siegen aus den ersten 66 Spielen wurde Long im Saisonverlauf durch John Ferguson ersetzt.
Long pausierte danach mehrere Jahre und kehrte zur Spielzeit 1993/94 als Scout der Ottawa Senators ins Eishockeygeschäft zurück. Dort war er drei Jahre bis zum Sommer 1996. Von Beginn der Saison 1997/98 an arbeitete er bis 2006 in gleicher Funktion bei den San Jose Sharks. Zwischenzeitlich fungierte er dort nach mehr als 15-jähriger Pause in der Saison 2002/03 auch als Assistenztrainer des Farmteams Cleveland Barons in der American Hockey League (AHL).

### International
Für sein Heimatland bestritt Long mit der kanadischen Nationalmannschaft die Weltmeisterschaft 1981 im schwedischen Göteborg. Dabei erzielte er in sieben Turnierspielen ein Tor. Die Kanadier platzierten sich am Turnierende außerhalb der Medaillenränge auf dem vierten Platz. Bereits bei der Summit Series 1974 hatte der Verteidiger zum erweiterten Aufgebot Kanadas gehört, wurde aber schließlich nicht für den endgültigen Turnierkader berücksichtigt.

## Erfolge und Auszeichnungen
| - 1967 President’s-Cup-Gewinn mit den Moose Jaw Canucks - 1975 WHA Second All-Star Team - 1978 Avco-World-Trophy-Gewinn mit den Winnipeg Jets | - 1978 WHA Second All-Star Team - 1979 Avco-World-Trophy-Gewinn mit den Winnipeg Jets |

## Karrierestatistik

### International
Vertrat Kanada bei:
- Weltmeisterschaft 1981

(Legende zur Spielerstatistik: Sp oder GP = absolvierte Spiele; T oder G = erzielte Tore; V oder A = erzielte Assists; Pkt oder Pts = erzielte Scorerpunkte; SM oder PIM = erhaltene Strafminuten; +/− = Plus/Minus-Bilanz; PP = erzielte Überzahltore; SH = erzielte Unterzahltore; GW = erzielte Siegtore; 1 Play-downs/Relegation; Kursiv: Statistik nicht vollständig)

### NHL-Trainerstatistik
(Legende zur Trainerstatistik: Sp oder GC = Spiele insgesamt; W oder S = erzielte Siege; L oder N = erzielte Niederlagen; T oder U = erzielte Unentschieden; OTL oder OTN = erzielte Niederlagen nach Overtime oder Shootout; Pts oder Pkt = erzielte Punkte; Pts% oder Pkt% = Punktquote; Win% = Siegquote; Resultat = erreichte Runde in den Play-offs)